# Bătălia de la Râmnicu Sărat (1916)
Bătălia de la Râmnicu Sărat sau Bătălia Crăciunului s-a desfășurat între 9/22 decembrie – 14/27 decembrie 1916 și au avut ca rezultat înfrângerea forțelor ruso-române de către trupele Puterilor Centrale.
Luptele s-au desfășurat după încercarea de rezistență pe aliniamentul Cricov-Ialomița, încheiată cu victoria forțelor centrale. După înfrângerea încercării de rezistență pe acest aliniament, forțele române și ruse au fost nevoite să continue mișcarea generală de retragere către sudul Moldovei.

## Contextul operativ strategic

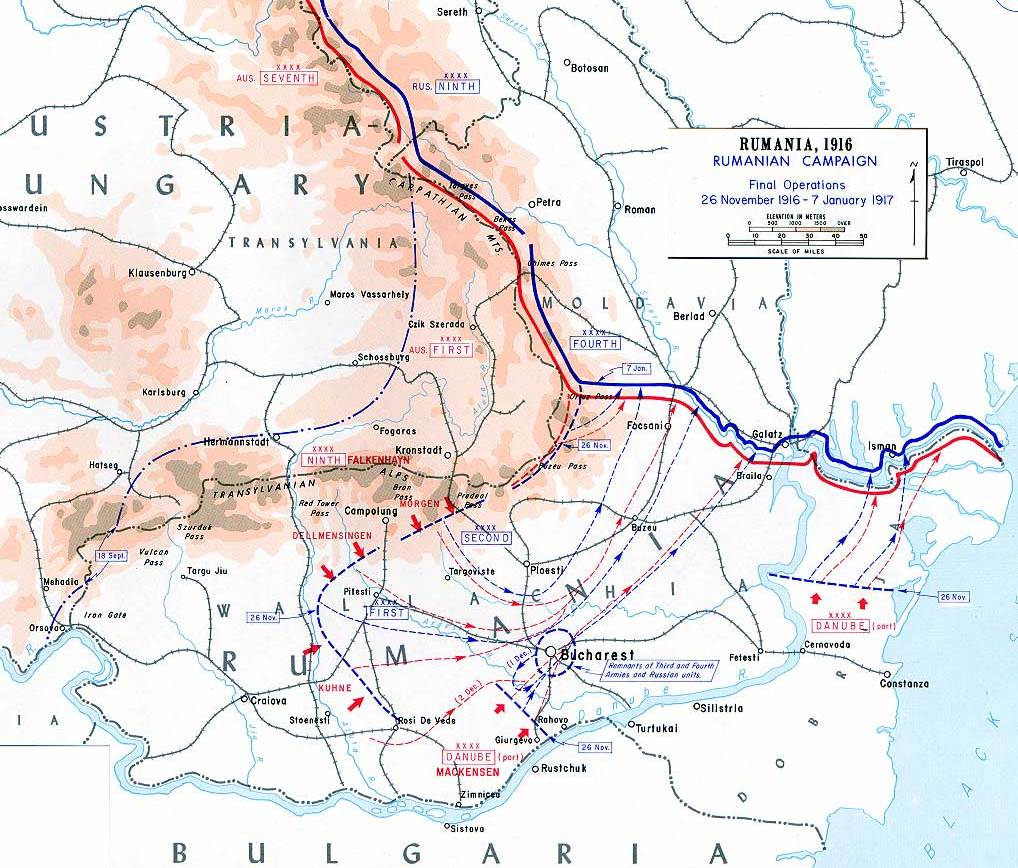
Ocuparea Munteniei, noiembrie-decembrie 1916

Bătălia de la Râmnicu Sărat a făcut parte din operația de apărare a teritoriului Munteniei, cea de-a patra operație de nivel strategic desfășurată de Armata României în campania anului 1916.:pp 491-494
După Bătălia pentru București, încheiată cu victoria forțelor centrale, obiectivul comandamentului român era de a întârzia înaintarea inamicului prin acțiuni ofensive, în scopul de a câștiga timp pentru a permite concentrarea trupelor rusești pe linia de rezistență Râmnicu Sărat—Viziru—Dunărea.
După încercarea de rezistență pe aliniamentul Cricov-Ialomița, forțele române au fost nevoite să continue mișcarea generală de retragere către sudul Moldovei.

## Forțe participante

### Dispozitivul forțelor române
Forțele române erau formate din Armata 2, comandată de generalul Alexandru Averescu, care ocupa dispozitiv de luptă de la râul Slănic până la Racovițeni. De la Racovițeni erau dispuse forțe ruse aparținând de  Corpul 4 Armată rus.:p. 495
Forțele Armatei 2 erau împărțite în două grupuri operative: „Grupul Oituz-Vrancea” - comandat de generalul Eremia Grigorescu și „Grupul Râmnic”, comandat de generalul Arthur Văitoianu.
Grupul Oituz-Vrancea era dispus în sectorul Valea Slănicului- Valea Zăbalei, cu Divizia 15 Infanterie între vârful Șandor și vârful Clăbucul și Brigada 7 Mixtă de la vârful Clăbucul până la vârful Furu.
Grupul Râmnic era dispus cu Divizia 3 Infanterie, comandată de colonelul Alexandru Mărgineanu, în sectorul satul Măgura-dealul Marghiloman, având detașamente la Nereju, Furu Mare și vârful Petrei; Divizia 1 Infanterie, comandată de generalul Dumitru Stratilescu, în sectorul dealul Marghiloman, Valea Sălciei, Pardoși; Divizia 6 Infanterie, comandată de generalul Nicolae Arghirescu, în sectorul Pardoși-Racovițeni; Divizia 7 Infanterie, comandată de colonelul Grigore Bunescu și Divizia 12 Infanterie, comandată de generalul Traian Găiseanu, în rezervă.

### Dispozitivul forțelor germane
Forțele Puterilor Centrale aparțineau Armatei 9 germană comandată de generalul Erich von Falkenhayn avea ca axă de înaintare calea ferată Buzău-Focșani, cu Grupul Kraft în stânga, în regiunea muntoasă și Grupul Morgen în dreapta.:p. 522

## Comandanți
Comandanți români
- Comandantul Armatei 2 - General Alexandru Averescu
- Comandantul Grupului Râmnic General Arthur Văitoianu
- Comandantul Grupului Oituz-VranceaGeneral Eremia Grigorescu
- Comandantul Diviziei 3 Infanterie - General Alexandru Mărgineanu
- Comandantul Diviziei 1 Infanterie - General Dumitru Stratilescu
- Comandantul Diviziei 6 Infanterie - General Nicolae Arghirescu
- Comandantul Brigăzii 7 Mixte - Colonel Alexandru D. Sturdza

Comandanți ruși

- Comandant al Corpul 8 Armată - General Anton Ivanovici Denikin

Comandanți ai Puterilor Centrale

- Comandant al Armatei 9 germană - General de infanterie Erich von Falkenhayn
[6]:pp. 183-184

## Planurile de operații

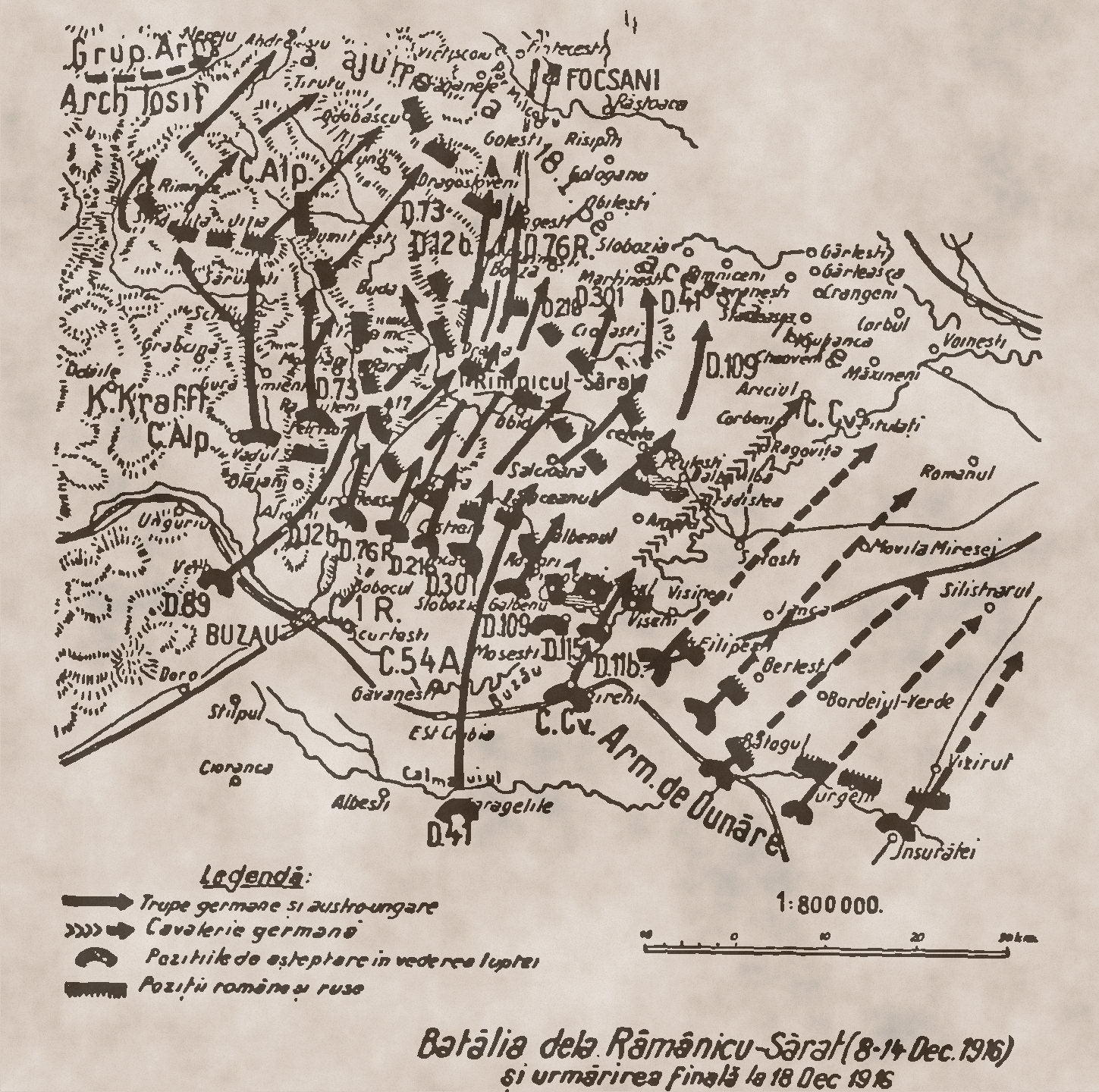